# Show Me (canção de The Cover Girls)
"Show Me" (em português:  Me Mostre) é o single de estreia do álbum Show Me, lançado pelo grupo de freestyle The Cover Girls em 1986. "Show Me" primeiramente entrou na parada Hot Dance Music/Club Play, onde alcançou a posição #4 em Março daquele ano. Seguindo o sucesso na parada de músicas dance, a canção foi lançada no rádio, onde alcançou a posição #44 na Billboard Hot 100 em Maio de 1987, permanecendo na parada por dezoito semanas. A exposição que o grupo recebeu com essa canção acabou proporcionando um contrato para o lançamento de um álbum, que foi lançado com o nome de Show Me no mesmo ano. The Cover Girls se tornou um dos primeiros grupos na onda do freestyle a obter sucesso nas paradas musicais no final dos anos 80; outros grupos e cantores são Exposé, Stevie B e Lisa Lisa & Cult Jam.

## Faixas
7" Single
| N.º | Título                 | Duração |  |
| 1.  | "Show Me"              | 3:43    |  |
| 2.  | "Show Me" (Drumapella) | 4:40    |  |

12" Single
| N.º | Título                     | Duração |  |
| 1.  | "Show Me" (The Nest Mix)   | 7:35    |  |
| 2.  | "Show Me" (Drumapella)     | 4:40    |  |
| 3.  | "Show Me" (Heartthrob Mix) | 7:35    |  |
| 4.  | "Show Me" (Florida Mix)    | 5:47    |  |

12" Single (Promo)
| N.º | Título                       | Duração |  |
| 1.  | "Show Me" (Edited Version)   | 5:32    |  |
| 2.  | "Show Me" (Extended Version) | 7:35    |  |

## Desempenho nas paradas musicais
| Parada musical (1986/1987)                          | Melhor posição |
| --------------------------------------------------- | -------------- |
| Estados Unidos (Billboard Hot 100)                  | 44             |
| Estados Unidos (Hot Dance Music/Club Play)          | 4              |
| Estados Unidos (Hot Dance Music/Maxi-Singles Sales) | 4              |
| Estados Unidos (Hot R&B/Hip-Hop Singles & Tracks)   | 34             |

## A versão de Angel Clivillés
"Show Me" é o terceiro single do álbum Angel, lançado pela cantora de eletrônica e house Angel Clivillés em 2000. A versão lançada por Angel é estilo house, e obteve sucesso maior do que a canção original na parada de músicas dance, alcançando o primeiro lugar em 2000.

### Faixas
CD Maxi single
| N.º | Título                                | Duração |  |
| 1.  | "Show Me" (Johnny Vicious Club Mix)   | 10:07   |  |
| 2.  | "Show Me" (Johnny Vicious Trance Mix) | 9:28    |  |
| 3.  | "Show Me" (Album Mix)                 | 6:10    |  |
| 4.  | "Show Me" (Johnny Vicious Radio Mix)  | 3:22    |  |
| 5.  | "Show Me" (Johnny Vicious Bass Mix)   | 3:22    |  |
| 6.  | "Show Me" (KLM Dub)                   | 10:24   |  |
| 7.  | "Show Me" (Johnny Vicious Dub)        | 8:02    |  |

### Desempenho nas paradas musicais
| Parada musical (2000)                               | Melhor posição |
| --------------------------------------------------- | -------------- |
| Estados Unidos (Hot Dance Music/Club Play)          | 1              |
| Estados Unidos (Hot Dance Music/Maxi-Singles Sales) | 23             |